# Idionella formosa
Idionella formosa är en spindelart som först beskrevs av Banks 1892.  Idionella formosa ingår i släktet Idionella och familjen täckvävarspindlar. Utöver nominatformen finns också underarten I. f. pista.